# 卓越猪笼草
卓越猪笼草是新几内亚及其附近岛屿特有的热带食虫植物。其种加词“insignis”来源于拉丁文，意为“杰出的，卓越的”。

## 植物学史
1912年11月9日，奥古斯特·阿德里安·皮勒首次采集到了卓越猪笼草。编号为“Pulle 277”的标本采集于新几内亚西南部的博福特河附近海拔80米处。其包括雄性花序，存放于位于爪哇的茂物植物园中。位于荷兰莱顿的荷兰国家植物标本馆中存放有一副酒精标本，编号为“sheet 201110”。
1926年9月，威廉·马里厄斯· 多克特斯·冯·莱文（Willem Marius Docters van Leeuwen）再次采集到了卓越猪笼草的标本。编号为“Docters van Leeuwen 10258”和“Docters van Leeuwen 10286”的标本采集于新几内亚西北部的罗菲尔河附近海拔250米处。其存放于茂物植物园中，但不含花序。
B·H·丹瑟在他1928年发表的开创性著作《荷属东印度群岛的猪笼草科植物》中对卓越猪笼草进行了正式描述。该描述仅依据卓越猪笼草的标本，并没有对卓越猪笼草的原生地进行过考察。B·H·丹瑟还指定“Pulle 277”号标本为模式标本。
1939年3月，伦纳德·约翰·布拉斯又采集了另两副标本。其中“sheet 13379”号标本采集于伯恩哈德营地（Bernhard Camp）西南方向4公里处的伊登堡河附近；“sheet 13669”号标本采集于伯恩哈德营地西南方向8公里处。其都存放于茂物植物园中。
直到1994年，W·鲍姆加特尔（W. Baumgartl）、B·基斯特勒（B. Kistler）、H·里舍（H. Rischer）和安德烈亚斯·维斯图巴四人才组织了一次针对卓越猪笼草的野外考察。第二年，他们在《食虫植物通讯》上发表了考察报告。

## 形态特征
卓越猪笼草并不善于攀爬。茎通常长50至80厘米，宽至7毫米，呈三棱柱形。节间距可长达9厘米。

### 叶
卓越猪笼草的叶片革质，无柄，呈线形－披针形或略微呈匙形，可长达35厘米，宽至6厘米。叶尖为急尖，叶基渐狭。中脉的两侧有4至6条明显的纵脉。羽状脉斜发至叶片边缘，叶片中部的羽状脉较明显，边缘模糊。笼蔓直径可达6毫米，偶尔形成笼蔓圈。

### 捕虫笼
卓越猪笼草下位笼的下半部呈卵形或窄卵形，上半部为圆柱形。它们的体积非常大，可高达35厘米。笼翼通常缺失，剩下一对隆起。笼口倾斜。唇平展，唇肋间距为0.5至1毫米。唇内缘有小型的唇齿，长约1毫米。其不形成唇颈。唇内缘部分约占截面表面总长度的43%。下位笼内表面的下半部覆盖着消化腺，每平方厘米150至1500个。蜡质区稀少。笼盖为圆形至心形，下表面具明显的中脉，可长达8厘米。笼盖下表面具大量大型的蜜腺，集中于两条侧脉附近。笼盖基部的后方具一条不分叉的丝状笼蔓尾。

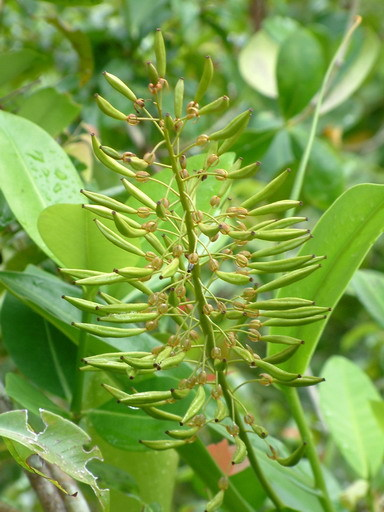
卓越猪笼草的果序

卓越猪笼草上位笼的下半部为漏斗形，上半部为圆柱形，高可达30厘米，宽至8厘米。上位笼与笼蔓的衔接处，形成一个宽5至35毫米的弯曲。其腹面可能具有非常短的笼翼，长度不超过3厘米。笼口倾斜，与笼盖衔接处为急尖或渐尖。唇宽大，可宽至35毫米，唇肋间距0.5至1毫米。唇内缘具长宽相等的唇齿。上位笼的内表面全部覆盖着腺体。其体型极小，为覆盖型。每平方厘米400至3000个。笼盖为卵形至圆形，可长达7.5厘米。笼盖下表面具一条明显的中脉和两条侧脉。两条侧线附近存在大量大型的蜜腺。笼盖基部的后方具一条丝状的笼蔓尾，长度不超过5毫米。

### 花序
卓越猪笼草的花序为总状花序。总花梗可长达18厘米，宽至7毫米。花序轴可长达46厘米。每个花梗带2朵花，无苞片，可长达22毫米。花被片为卵形，长度约4毫米。雄蕊包括花药在内长约5毫米。

### 其他
卓越猪笼草植株的大部分无毛被。发育中的捕虫笼具有星状的稀疏短毛被。发育中的花序具当然密集的毛被，但随着其生长，会越来越稀疏。花梗和花被片具有密集的短毛被。雄蕊基部的毛被要比靠近花药处的密集。
卓越猪笼草的茎和叶片为绿色。下位笼通常为深绿色，并在唇附近有红色的斑点。唇为暗红褐色。上位笼通常为淡黄绿色，斑点较少。干燥标本为绿色或淡黄色至浅棕色，捕虫笼外表面保留有淡红色的斑点，内表面为蓝色，具白色粉霜，偶尔具有斑点。

## 生态关系

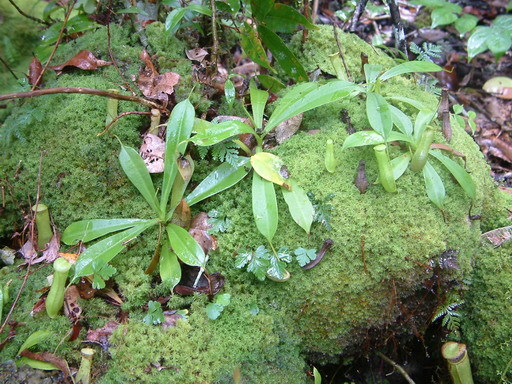
生长于苔藓中的卓越猪笼草莲座状植株

卓越猪笼草是西新几内亚及鸟头湾附近的许多岛屿上特有的热带食虫植物。海拔分布范围为0至850米。在新几内亚莱克平原（Lake Plains）的南部，卓越猪笼草生长于海拔115至800米的地区。在比亚克岛上海拔高度相似的地区发现了的卓越猪笼草的小变型。
卓越猪笼草通常生长于茂密的森林中及丘陵地带。其常附生于苔藓中，特别是悬于河上的树枝上。在一些较高海拔的地区，也曾发现其生长于河边的沙滩上。它所存于的环境中空气湿度一直都较高；曾在一株生长于瀑布旁的植株上发现其种子还在种荚中就已发芽了。
卓越猪笼草与苹果猪笼草（N. ampullaria）、大猪笼草（N. maxima，海拔高于400米）、奇异猪笼草（N. mirabilis）和巴布亚猪笼草（N. papuana，海拔575米）同域分布。已发现了卓越猪笼草与奇异猪笼草的自然杂交种。
卓越猪笼草已被列入《2006年世界自然保护联盟濒危物种红色名录》中，保护状况为易危。

## 食虫性
卓越猪笼草的猎物几乎完全是大翅蟑螂。这被认为是因卓越猪笼草产生的气味可引诱夜行性昆虫。
卓越猪笼草已经被用于研究猪笼草食虫性及其产生的化感物质——白花丹素。实验中给卓越猪笼草的组培组织添加L-丙氨酸后，卓越猪笼草的捕虫笼只会利用其生成白花丹素，而不会利用其合成7-甲基氢化胡桃叶醌葡萄糖甙（rossoliside）或白花素A（plumbagin A）。结果表明，这些化合物被用以存储，且其运输率非常低。

## 相关物种
B·H·丹瑟认为卓越猪笼草与产于菲律宾的美林猪笼草（N. merrilliana）之间存在近缘关系。他将大部分茎部粗大，叶片大型，毛被稀疏，无叶柄及笼盖无附属物的猪笼草归为“卓越分支”（Insignes）。
卓越猪笼草与菲律宾特有的辛布亚岛猪笼草（N. sibuyanensis）也很相似。它们的区别在于卓越猪笼草的花梗带两朵花，而辛布亚岛猪笼草的花梗只带一朵。卓越猪笼草的笼口倾斜，而辛布亚岛猪笼草的几乎水平。卓越猪笼草缺乏唇颈，而辛布亚岛猪笼草有较短的唇颈。卓越猪笼草的唇齿比辛布亚岛猪笼草的短，最长只有1毫米，而辛布亚岛猪笼草的可长达5毫米。此外，辛布亚岛猪笼草的捕虫笼可以有很多不同的形态，如卵形或略微漏斗形。

## 自然杂交种
1994年，在一次对新几内亚的考察中发现了卓越猪笼草与奇异猪笼草的自然杂交种。这个自然杂交种生存在海拔约500米的地区。
在巴布亚省，卓越猪笼草通常与苹果猪笼草和大猪笼草同域分布。所以这此也可能存在它们之间的自然杂交种，但到目前为止尚未发现。

## 扩展阅读
- 食虫植物照片搜寻引擎中卓越猪笼草的照片 （页面存档备份，存于）

 维基共享资源上的相關多媒體資源：卓越猪笼草
 維基物種上的相關：卓越猪笼草